# Witte rog
De witte rog (rostroraja alba) is een vissensoort uit de familie van de Rajidae. De wetenschappelijke naam van de soort is voor het eerst geldig gepubliceerd in 1803 door Lacepède.